# 汤姆·施泰尔
托马斯·法尔·斯蒂尔（英語：Thomas Fahr Steyer；1957年6月27日—），是美国对冲基金经纪人、 慈善家、 环保主义者、 进步派活动家和筹款活动发起人。
斯蒂尔是法拉伦资本的创始人和前联合高级管理合伙人，法拉伦资本为包括大学捐赠基金在内的机构和个人投资者管理着大约二十亿美元。他同时是OneCalifornia银行的共同创始人，OneCalifornia是一家位于奥克兰的社区发展银行，后合并成为Beneficial State Bank。 2010年，斯蒂尔和他的妻子签署了捐赠宣言，承诺将捐赠一半财产给慈善基金。 斯蒂尔在2012年从法拉伦资本退休之后开始关注政治和环境，并发起了一个名为“新一代美国”的非盈利组织支持气候变化、移民、卫生保健和教育。斯蒂尔在2012年至2017年也曾是斯坦福大学学校董事会的一员 。
截止2017年10月，“新一代美国”的已经向八个移民法律服务组织捐款二百三十万美元，包括加利福尼亚大学伯克利分校的移民法律服务中心、加州大学戴维斯分校的移民法律中心、黑斯廷斯中心，亚洲法律核心小组、加利福尼亚州农村法律援助基金会中心、美国移民律师协会和美国-伊斯兰关系理事会。
斯蒂尔参加了2020年美國總統選舉民主黨初選，他在竞选中一共花费了1.9亿美金，但没有获得超级代表，并在四州的初选之后退选。